# Phreatia transversiloba
Phreatia transversiloba är en orkidéart som beskrevs av Rudolf Schlechter. Phreatia transversiloba ingår i släktet Phreatia och familjen orkidéer. Inga underarter finns listade i Catalogue of Life.